# Heckmotor

Schema

Heckmotor ist die Bezeichnung für die Motoranordnung in Kraftfahrzeugen über oder hinter der Hinterachse, statt vorn bei Frontmotoren oder vor der Hinterachse bei Mittelmotoren. Dabei werden immer die Hinterräder, in Ausnahmefällen alle vier Räder angetrieben. Die Verbindung des Heckmotors mit Getriebeeinheit und angetriebener Hinterachse wird als Heckantrieb bezeichnet.

## Konstruktive Vor- und Nachteile

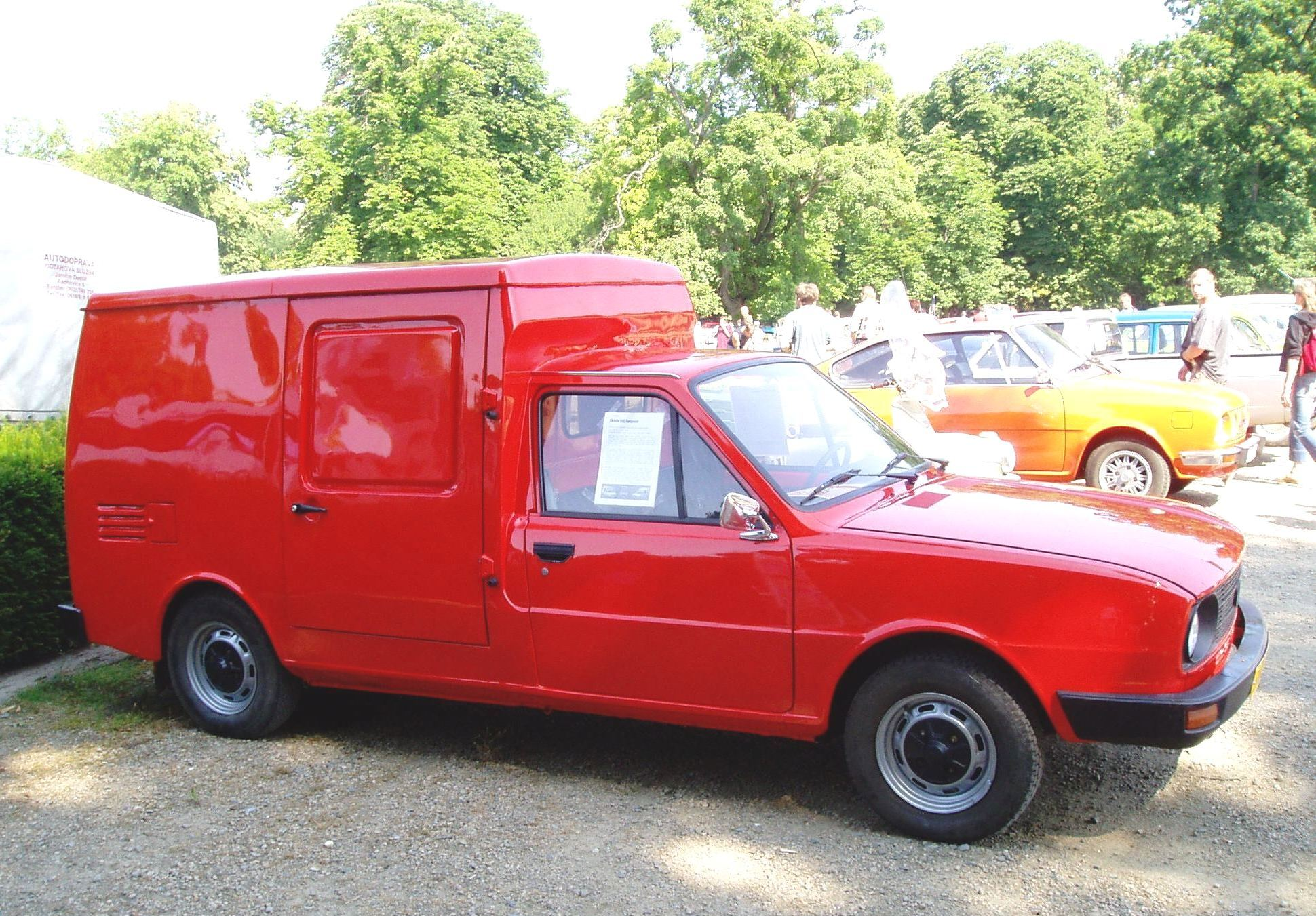
Škoda Furgonet, ein Prototyp eines Lieferwagens mit Heckmotor

Bei Pkw mit Heckmotor entfällt die Kardanwelle, das Fahrzeug wird leichter und ist preiswerter herzustellen. Nahezu alle modernen Omnibusse haben einen Heckmotor. So sind bei Linienbussen niedrigere Böden und Einmannbetrieb möglich (Frontmotoren sind dem Fahrkartenverkauf im Weg) und größere Stauräume bei Reisebussen. Der Fahrer ist den Motorgeräuschen weniger ausgesetzt. Bei Pkw (Limousinen) ist dagegen der Kofferraum eingeschränkt, weil die Lenkung der Vorderräder Platz braucht. Jedoch gibt es teilweise, z. B. beim VW Käfer, zusätzlich zum relativ kleinen Kofferraum vorn noch einen ebenfalls kleinen Kofferraum hinten.
Bei Pkw ist aufgrund der Platzverhältnisse im Heck die Auswahl des Motorkonzepts stark eingeschränkt. Es wurden bisher nur V-Motoren mit vier, sechs oder acht Zylindern, Boxer mit bis zu sechs Zylindern und Reihenmotoren (längs oder quer eingebaut) mit bis zu vier Zylindern realisiert, aber zum Beispiel keine Reihenmotoren mit fünf Zylindern wie bei Frontmotorfahrzeugen. Auch die Größe ist begrenzt – Heckmotoren mit mehr als 5,5 Litern Hubraum hat es bisher nicht gegeben. Häufig werden flache Motoren (Boxermotoren), liegende Reihenmotoren und Motoren mit geringem Hubraum, auch mit Turbolader eingebaut. Längs eingebaute Heckmotoren eignen sich gut für Allradantrieb, wie zum Beispiel im Puch Haflinger oder Porsche 959.
Im Winterbetrieb, etwa auf Schnee, haben Fahrzeuge mit Heckmotor durch den hohen Achslastanteil der angetriebenen Achse Traktionsvorteile. Beim Vorwärtsfahren am Berg gibt es durch eine zusätzliche (statische) Verschiebung der Achslast weitere Traktionsvorteile. Unabhängig davon gibt es beim Vorwärtsanfahren durch eine zusätzliche (dynamische) Verschiebung der Achslast weitere Traktionsvorteile. Man sieht diese Verschiebungen leicht ein, indem man sich ein sehr hohes Fahrzeug vorstellt: Dann ist offensichtlich, dass es am Berg und beim Beschleunigen dazu neigt, nach hinten zu kippen und auf diese Weise die vorderen Räder zugunsten der hinteren Antriebsräder zu entlasten. Beim Kurvenfahren mit hoher Querbeschleunigung hat der Heckantrieb Nachteile. Heckgetriebene Fahrzeuge neigen zum Übersteuern und im Extremfall zum Ausbrechen des Hecks. Schalthebel und Getriebe sind weit voneinander entfernt und brauchen eine aufwändigere Übertragungseinrichtung, oft in Form einer Fernschaltwelle. Teilweise erfordert dies zusätzliche Gelenke und Umlenkhebel, was die Schaltpräzision beeinträchtigen kann und dem Fahrer ein ungenaueres Schaltgefühl vermittelt. Durch die größere bewegte Masse sind die Betätigungskräfte beim Schaltvorgang höher. Statt einer Fernschaltwelle findet sich bei modernen Fahrzeugen auch eine Seilzugschaltung oder ein elektromotorischer Steller.

## Beispiele für Pkw mit Heckmotor
- Benz Motorwagen
- Porsche 356, 911
- Smart Fortwo, Smart Roadster
- VW Käfer, Transporter, VW Brasília, VW Typ 181, 1500, 411/412
- Chevrolet Corvair
- Škoda 1000 MB, 100, 105/120/125/130/135/136, 110 R, Garde, Rapid
- NSU Prinz und Sport Prinz, Prinz 1000/TT/TTS, Wankel Spider, Typ 110
- Fiat Nuova 500, 600, 850, 126, 133
- Simca 1000
- Mercedes-Benz 120, 130, 170 H, 175
- Tatra 77, 87, 97, 600, 603, 613, 700
- BMW 600, 700
- Hillman Imp
- Renault 4CV, Dauphine, Caravelle, R8, R10, Alpine, Twingo III
- Glas Goggomobil
- Saporoshez (alle Modelle)
- Tucker ’48
- Hino Contessa
- Saporoshez (SAS-968)

## Beispiele für Nutzfahrzeuge mit Heckmotor
Kleinbusse
- VW-Bus T1
- VW-Bus T2
- VW-Bus T3

Busse
- fast alle größeren Linienbusse und Reisebusse ab ca. 1950